# Awad Saud Awad
Awad Saud Awad es un escritor y periodista palestino, tiene quince libros publicados, tres novelas y diez libros de cuentos y dos libros de los estudios sobre el folclore palestino.

## Vida
Awad Saud Awad nació en 1943 en Job Josef - Safad en Palestina. Sus padres fueron obligados a abandonar el país y trasladarse a Siria durante la guerra de 1948. Paso su infancia y juventud en el campo de refugiados Khan Al-Shih de la Agencia de Naciones Unidas para los Refugiados de Palestina en Oriente Próximo (UNRWA). Obtuvo el título de Licenciado en Artes - Historia de la Universidad de Damasco en 1971. 
En 1970 se casó con Mariam Al-Hamed, de origen Palestino-libanés. Vivieron tres años en el campo de Khan Al-Shih hasta la guerra de 1973, cuando abandonaron el campo de refugiados y se trasladaron a Joubar, ciudad en la que residieron durante 6 años. A continuación, se trasladaron a la ciudad de Zamalka, cerca de Damasco. La pareja tuvo dos niños y tres niñas. Trabajó como profesor en La Agencia de Naciones Unidas para los Refugiados de Palestina en Oriente Próximo (UNRWA) en Damasco de 1968 a 1996, donde fue obligado a renunciar a su trabajo debido al maltrato sufrido por parte de la UNRWA en Siria. 

## Obras

### En el campo del cuento y la novela
Awad S. Awad Publicó su primer libro de cuentos infantiles Un viaje a la Galaxia de Andrómeda en 1981. Ese mismo año se convirtió en miembro de la Unión de Escritores y Periodistas Palestinos en Damasco. En 1989 fue hecho miembro de la Unión de Escritores Árabes en Damasco y fue presidente de la Asociación de los escritores de cuentos y novelas de la Unión de Escritores Árabes - Damasco, Siria de 2005 a 2006 y de 2009 a 2010. En junio de 2008, fue Delegado por la Unión de Escritores Árabes para visitar Turquía y proporcionar un estudio sobre la historia del cuento en Siria.
Awad S Awad es uno de los críticos árabes más influyentes de la novela y de cuento de la era moderna árabe. Sus estudios (más de 1500) se han publicado en diversos periódicos y revistas árabes, y casi más de 500 ensayos sobre escritores árabes de diferentes nacionalidades.

### En el ámbito del folclore y del patrimonio
Organizó las celebraciones de la semana del folclore palestino que se realizaba anualmente en Damasco durante los años ochenta del siglo veinte. Fundó el Centro del folklore y Patrimonio palestino en Damasco y fue su director durante el periodo 1991-1996. y Tiene además numerosas publicaciones del patrimonio folclórico del país de Sham, especialmente el palestino en revistas especializadas y realizó también varias conferencias en las provincias sirias sobre los cuentos y el folclore.

## Publicaciones

### Novela
- Extraños al Mitad del camino, Awad S. Awad, Editor: la Unión de Escritores Árabes, Damasco - 2006.
- El florecimiento de Calicotome, Awad S. Awad, Editor: la Unión de Escritores Árabes, Damasco 1997.
- La despedida, Awad S. Awad, Editor: la Unión de Escritores Árabes, Damasco 1987.[5][6]

### Estudios
- Palestina Folklore Expresiónes, Editor: Dar Kanaan, Damascus 1993.
- Estudios en Folklore Palestino, Editor: Departamento de Medios y Educación, Damasco 1983.

### Cuentos
- Laberinto de amor,  Awad S. Awad, publicado por el Ministerio de Cultura, Damasco 2019.
- Una Siesta del arrullo de la Ceniza, Awad S. Awad, Editor: la Unión de Escritores Árabes, Damasco 2011.
- El Libro de la Henna, Awad S. Awad, Editor: la Unión de Escritores Árabes, Damasco 2009.
- Inundación de la Noche, Awad S. Awad, Editor: The Arab Writers Union, Damascus 2005.
- Alegrías Retrasadas,  Awad S. Awad, publicado por el Ministerio de Cultura, Damasco 2004.
- Iluminaciones en la Pared de la memoria, Awad S. Awad, Editor: The Arab Writers Union, Damascus 2002.
- La Espera, Awad S. Awad, Editor: la Unión de Escritores Árabes, Damasco 1994.
- El Barco de la Libertad (cuentos infantiles), Awad S. Awad, Editor: Dar el-Sheikh, Damascus 1988.
- La Palma y el Árbol del Plátano (cuentos infantiles), Awad S. Awad, Damascus 1983.
- Un viaje a la galaxia de Andrómeda (cuentos infantiles), Awad S. Awad, Damasco 1981.